# 海功號試驗船
海功號是中華民國農業部水產試驗所投資建造的漁業試驗船。

## 歷史
1973、1974年間，爆發世界糧食危機，世界各國都在憂心未來的糧食資源問題，當時僅有蘇聯與日本等少數國家成功探勘南極漁場，於是行政院與國科會等單位因此共同投入3,000萬元打造海功號試驗船。1975年7月12日下水，1975年12月24日首航，海功號進行台灣北部漁場試驗調查，曾4度遠赴南極探測南極蝦漁場資源，第1次是在1976年12月，橫渡印度洋，經南非開普敦到南冰洋，但船隻設備完全不適合航行南極海域，回程帶回一百三十多噸南極蝦，讓台灣掌握南極蝦加工技術，之後海功號又去了三趟南極洋，卻改撈捕南極鱈魚。至1993年1月功成身退。1995年台灣省政府將海功號贈與基隆區漁會，1998年基隆區漁會移駁海功號上岸，成為碧砂漁港重要地標，為台灣創下許多令人驕傲的歷史紀錄。
海功號執行多達53航次海洋試驗調查，其中以1976年12月2日從基隆遠航南極恩得比海最轟動。這趟南極行，前後四個多月，還有記者隨船採訪報導，但僅捕獲南極蝦數噸，從未登陸南極大陸。

## 軼聞
就在海功號出發前，台灣省水產試驗所所長鄧火土聽了屬下進言，親手將寫在宣紙上的一篇《禮運大同篇》封進玻璃瓶，鄭重交付給擔任領隊的水試所漁業系主任李燦然，要他將之埋藏在南極大陸冰層下。這篇文章的落款為：「中華民國台灣省水產試驗所海功號試驗船開發南極漁場至此作業，用誌鴻爪，永留紀念。」
船上還帶了一面中華民國國旗，準備插在南極大陸、冰山或南冰洋小島上；但由於海功號不適合航行南極海域，此旗從未安插於南極大陸上。

## 秘密任務
在1976年12月，海功號橫渡印度洋，經南非開普敦到南冰洋，帶回百餘噸南極蝦資源。同時，當年在台灣省水產試驗所海洋漁業系擔任股長、遠航南極的主要負責人戚桐欣說，南極行原是單純的開發漁場計畫，大家都不知道有秘密任務。海功號駛抵恩得比海域完成預定試驗計畫後，回航至南非開普敦港，停留約一周進行補給作業。
海功號返航台灣前夕，戚桐欣和已故的水試所長李燦然（當時是海洋漁業系主任），突然接獲当时的中华民国驻南非大使館通知赴大使館與大使見面。當時大使很客氣地請水試所幫忙，協助運送一件包裹回台灣。大使未說明包裹裡裝的是什麼，只是千叮嚀萬囑咐：「回程時，絕對不能再靠泊任何港口。」海功號離開南非的前一晚，大使館運來一只木條箱子，直接放進海功號試驗船的實驗室。為了不讓人知道大使館托運包裹的事，海功號在啟航前夕放船員和研究人員休假上岸。
不過目前仍在水試所海洋漁業組任副研究員的王敏昌，當晚留在實驗室，曾目睹木條箱上船。他說，這只木條箱長約三公尺、高約四十公分，透過木條箱的間隙，看到一件用黑膠布包住的物品；看不出來是什麼東西，只知道是大使館托運的包裹，船上人還被交代儘量不要進實驗室。「當年我國的國際形勢，有些事是能做但不能說。」戚桐欣說：「從包裹外形研判，我認為是一枚飛彈。後來這件包裹送往中山科學研究院，研判應與研發武器有關。」 
不過，當時就有人傳說包裹裝的是鈾235。但根據2001年出版的前駐南非約翰尼斯堡總領事館領事劉瑛回憶錄《您好，大使閣下！》所述，當年安哥拉內戰期間，南非成功擄獲了一些蘇聯製造的飛彈，中華民國駐南非大使館成功索取到1枚型號不明的飛彈，中華民國政府先派遣專家至南非將炸藥蒸餾出彈體，再將飛彈本體藉由海功號運回台灣。在民國70年中華民國國慶閱兵時出現的昆吾飛彈，很有可能就是這些秘密任務獲得的成果。

## 後續發展
中華民國農業部漁業署鑒於海功號長時間受海洋環境高鹽、潮溼以及氣候風化影響，為避免有公共安全疑慮，決定採取拆除工作。然在拆除施工當日（2021.12.20）因文史人士陳情希望保留，因此緊急喊卡暫不拆除，等文化部與漁業署進行會勘後再做決定。漁業署於2022年3月15日公開招標「111年已報廢海功號危險船體文化資產價值調查及暫行分級報告委託專業服務工作」，由國立高雄科技大學團隊得標（計畫主持人：王治平、共同主持人：洪文玲、陳政宏、黃心蓉）。此外漁業署也委託國立臺灣藝術大學進行海功號數位紀錄典藏影片《破冰》之拍攝計畫，對於見證台灣漁業用造船史有一定的價值。

## 相關成員
- 闕壯狄、盧向志、鄧火土、洪健雄、李燦然、陳長江、胡宗駒、林汶龍